# Popowia fusca
Espèce
Statut de conservation UICN

 LC  : Préoccupation mineure
Popowia fusca est une espèce de plantes à fleurs du genre Popowia de la famille des Annonaceae.